# 新鮮なたまご
新鮮なたまご（しんせんなたまご）は、サンミュージックプロダクションに所属する男女お笑いコンビ。2013年結成。

## メンバー
（）
- ハイジ（1990年2月6日（35歳） - ）
- ツッコミ担当　男性

本名：永田 篤（ながた あつし）
愛知県出身
血液型A型
身長163cm
趣味はゲーム、インターネット、ルービックキューブ。
特技は土下座、ワーム、ジャグリング。
芸人を目指したきっかけは、人見知りを治したかったため。
ヒューマンアカデミーお笑い養成所出身。
- さかした（1988年11月29日（36歳） - ）
- ボケ担当　女性

本名：坂下 千明（さかした ちあき）
岩手県宮古市出身
血液型A型
身長160cm
岩手県立宮古高等学校卒業
趣味はピアノ、ドラム、映画鑑賞
特技はムーンウォーク、創作絵描き歌、イラスト。特技のイラストを活かし、小島よしおのCD『よしおの歌』のジャケットやLINEスタンプ『こじこじマリオネット』のイラストを担当している。
空手初段（黒帯）、カッパ捕獲許可証の資格有り。東北学院大学英文科卒で、その入試におけるセンター試験のリスニングが満点だった実力を活かし、字幕なしで英語の映画を観ては感想を述べることが多い。しかし、数学は中学の分数レベルや一次関数を理解できないほど、非常に弱い。
大の映画好きで、シャーリーズ・セロンの熱狂的なファン。
元々サンミュージック所属芸人のファンで、地元から夜行バスに乗ってライブを見に行くほど好きだったことが、自分も芸人を目指すようになるきっかけとなった。

## 概説
小道具のほとんどや小島よしおが使用する道具や衣装（コジマリオネットなど）のほとんどはハイジが、イベントやライブ等のフライヤーのイラスト部分のほとんどは、さかしたが製作している。小道具は全てが手作りで、既製品は使わない。2016年の夏頃から、小道具を使用したネタを展開している。また、小島がR-1ぐらんぷり出場の際には、メンテナンスのためにハイジが舞台袖で待機していた。小島の地方ライブの時にも、同じくメンテナンスのために同行している。そのため、裏の仕事ばかり入って来るとのことで「サンミュージックの裏方」を自称している。
さかしたは、じっくのプロデューサー役として就いている。また、高校時代の空手道着を舞台衣装としている。
ライブ活動は、毎月行われる事務所ライブに、2014年以降、欠かさず出演している他、ハニートラップ、第2PKおよびシューマッハとのユニットライブ「ブイラミスク」を隔月で開催していた。（2017年2月22日から3回。）。

## 出演

### テレビ
- めいどーる劇場TV（テレビ岩手、IBC岩手放送、岩手朝日テレビ） - さかしたのみレギュラー出演
- 新・週刊フジテレビ批評（フジテレビ）- 2015年10月17日、「？ハテナTV」コーナーの中で出演[8]。
- 水曜日のダウンタウン（TBS）- 2016年8月3日
- 新春大売り出し!さんまのまんま（関西テレビ放送・フジテレビ系）- 2018年1月2日「今田耕司のオススメ芸人」コーナーに出演。
- にちようチャップリン（テレビ東京）- 2018年2月18日
- ハイパークラフトバラエティ！ゼロイチできんのか！？（フジテレビ系）- 2020年12月30日[9][10]

ハイジが炬燵を原材料から手作りする企画。さかしたも助っ人として参加。
- ウチのガヤがすみません!（日本テレビ）-2021年7月20日

### ラジオ
- レディオグレープカンパニー（ソラトニワ原宿）- 2013年 - 2014年 永野、カミナリと共演。（さかしたのみ。）

### CM
- 西友

### インターネット
- なでしこサンミュージック - 2015年（ニコジョッキー）